# ¡Así pasa!
¡Así pasa! es una comedia ecuatoriana, que se estrenó por Ecuavisa el 20 de mayo de 2013, en horario de 19h30 y finalizada en 2016 después de 2 temporadas.
Protagonizada por Efraín Ruales y Carolina Piechestein junto a Claudia Camposano y Christian Maquilón, y las actuaciones estelares de Vicente Romero, Tania Salas, Martín Calle, Raúl Santana y Miriam Murillo

## Sinopsis
La trama gira en torno a la funeraria "Al Hoyo", en donde Eduardo Bayas es el jefe de ventas. Allí ingresó como vendedor y posteriormente fue promovido al cargo de coordinador del área. La funeraria se encarga de realizar la última voluntad del fallecido, sin embargo, debido a la naturaleza caótica de sus empleados, Stalyn y Yulexi, quienes se meten en varios conflictos, y también tienen como rutina visitar clínicas en busca de nuevos clientes para la funeraria, además de siempre sacar de sus casillas a su jefe. Eduardo es un recién casado con Deby (Debora) y también debe lidiar con el estado deteriorado del condominio donde vive, donde el dueño de piso es Goliat, quien a su vez está enamorado de Elvira, la vecina de Eduardo con quien siempre tiene conflictos. La primera temporada termina con Elvira dejando plantado a Goliat en el altar y a Eduardo y Deby cerca a firmar el divorcio.
En la Segunda temporada nada es igual que antes. Han pasado 2 años y Eduardo es ahora dueño de su propia funeraria, en la que ha ascendido de cargo a Yulexi, ahora jefa de su eterno compañero Stalyn; pero Yulexi vuelve a su puesto cuando llegó Feolipe, quien asume el puesto de gerente de la funeraria como el contador de la empresa.
En lo personal, Eduardo ha tenido un año complicado con su esposa Deby y están a punto de firmar el divorcio, mientras que la paz de Stalyn y Yulexi acaba con la llegada de Mamá Rosa, la madre de Stalyn, quien tras enviudar se muda junto a los disparatados vendedores de la funeraria.
Por otra parte, Doña Altagracia, abuela de Goliat y dueña del condominio en el que viven los personajes,  decidió irse del país con su novio. Por esta razón le vende el edificio al Taita, quien hizo algunas adecuaciones e instaló tres locales comerciales en la fachada, uno de esos es el café de Elvira, el otro es la tienda de víveres de Rusa María y el tercero está constantemente en alquiler. Aunque el Taita es el nuevo dueño y arrendatario del lugar, el departamento de Goliat si le pertenece a él aún, ya que su abuela se lo dejó como regalo de la boda que nunca tuvo con Elvira.  Al avanzar la segunda temporada, Michico, el ayudante de la cafetería de Deby y Elvira, renuncia por motivos desconocidos.  Al final de la serie, luego de que Eduardo y Deby se reconcilien, conciban a su hijo, ellos se mudan a un nuevo departamento; Don Goliat y Elvira se casan exitosamente; al igual de Yulexi y Feolipe, después que Yulexi lo rechazara muchas veces; y también se casan Mama Rosa y Abdula, quien llegó del Medio Oriente para tener el sueño ecuatoriano; y por último Stalyn consigue una novia después de quedarse solo en el edificio.

## Personajes
- Eduardo Bayas: Está recién casado con Debora, y es el jefe de la funeraria "Al Hoyo".[1][2] Es hijo único de un policía de Latacunga y una tejedora de sombreros de Montecristi. No es muy paciente, por lo que debe lidiar con las metidas de pata de Yulexi y Stalyn en la funeraria, además de soportar las intromisiones de Elvira en su casa. En la segunda temporada es dueño de su propia funeraria "Bayas Al Hoyo".  Al final de la serie, él y Deby se mudan del edificio junto a su hijo que criaron a mediados de la segunda temporada[2]
- Debora Narváez de Bayas: Su nombre es Debora y está recién casada con Eduardo, con quien vive en un condominio que se cae a pedazos.[1] Ella es una joven diseñadora de interiores, que intenta ganar reconocimiento, y tiene el apartamento en constante remodelación debido a su profesión, por lo que debe lidiar con su esposo por ello. Mejor (y única) amiga de Elvira en el condominio. En la Segunda temporada es dueña de una cafetería junto con Elvira, pero le vende su parte a Mamá Rosa.[5] Es muy celosa y bipolar, pero es una esposa y madre cariñosa al concebir a su hijo Eduardito, al final de la serie se muda con su esposo a una ciudadela.[6]
- Yulexi Betsabé Moreira Zambrano: Es la secretaria de la funeraria. Fanática de la tecnocumbia. Junto con Stalyn siempre se encargan de "sacar de sus casillas" a Eduardo, además de ser su vecina. Desde la segunda temporada es gerente de la funeraria de Eduardo, pero vuelve a su antiguo puesto con la llegada de Feolipe a la funeraria.  Aunque ella rechazó a Feolipe en un principio, ella está enamorada de él, que incluso aceptó su propuesta de matrimonio y se casaron al final de la serie, el cual también tuvieron hijos.[1][5]
- Stalyn Peñaloza: Es un empleado de la funeraria. Es considerado "tontito del cerebro" por su bajo coeficiente. Es el mejor amigo y compañero de departamento de Yulexi, y encima vecino de Eduardo. Se cree galán y su lugar favorito es la "Forever". Es el que más mete la pata en la funeraria, ya que no es muy listo que digamos. Se deja manipular por su madre, Mamá Rosa, quien tiempo después se muda al departamento.  Al final de la serie, se queda solo en el edificio hasta la llegada de una chica.[1][5]
- Goliat Muñoz: Era el dueño del condominio donde habitan Eduardo, Deby, Stalyn, Yulexi, Mamá Rosa, El Taita, Rosa María y Elvira, a esta última es con quien pretende tener una relación amorosa.[1] También cumple funciones de plomero, carpintero, pintor, albañil, entre otros oficios para ahorrarse el pago de trabajadores externos, por lo que el resultado de su labor no es tan óptima, causando la molestia de sus inquilinos.  En la segunda temperada, pasa a ser inquilino del edificio, debido a que su abuela le vendió la propiedad al Taita.  Al final de la segunda temporada, logró casarse con Elvira al segundo intento.[5]
- Elvira Aguirre: Es la vecina de Eduardo y Deby, siempre tiene conflictos con él, y también está enamorada de Goliat, aunque aparenta no soportarlo, además de tener una fuerte crisis existencial. Llega a casarse con Don Goliat pero lo deja plantado en el altar. En la Segunda temporada es dueña de una cafetería en sociedad con Deby, pero después pasa a serlo junto con Mamá Rosa, con la tiene una relación de amienemigas.  Luego de aceptarle otra propuesta de matrimonio por parte de Don Goliat, ella acepta; y se casa con él al final de la serie.[1][5]
- El Taita: Vive en el mismo edificio que Eduardo, es juez de la Pachacorte, y desde la Segunda temporada es el dueño del edificio.  A finales de la serie, se postuló para la asamblea, pero éste perdió en la votaciones y vuelve a ser dueño del edificio.[3][2][5]
- Rosa María: Es la secretaria del Taita, vive enamorada de él y es dueña de una tienda dentro del edificio, lo que causa que casi siempre tenga problemas con Don Goliat en la primera temporada, pero agreglaron sus diferencias en la segunda temporada ya que el Taita se convierte en dueño del edificio. Tiene una hija llamada Brittany Catrina
- Mamá Rosa: Es la mamá de Stalyn, es chismosa y metiche. Siempre pasa metida en el departamento de Stalyn y Yulexi. En la segunda temporada se muda con ellos tras la muerte de su esposo Papá Wacho, aparentemente causada por Eduardo y Deby. Socia de la cafetería de Elvira luego de que Deby le vendiera su parte, con la cual mantienen su relación como amienemigas.  Vive enamorada de Abdula y acepta la propuesta de matrimonio y se va con él a vivir por medio oriente, el cual esta en conflicto; por lo que se volvió guerrera.
- Doña Altagracia: Es la verdadera dueña del condominio, abuela de Goliat. En la segunda temporada se va del país con su novio y le vende el edificio al Taita, excepto el departamento de Goliat, ya que se lo dejó de herencia y de regalo de la boda que nunca tuvo con Elvira.  Aparece varias veces en el ediicio, hasta que ella murió a causa de un fallido intento de Bongy Jumping.
- Patricio "Michico": El Nuevo. Es ayudante de la cafetería de Deby y Elvira, quien constantemente sufre los acosos por parte de Elvira. Se descubre que es cleptómano cuando ocurren una serie de robos en el vecindario, debido a que no compra su medicación por culpa de Elvira.
- Feolipe: Como su nombre lo indica, es feo, apariencia de nerd y dientón. Recibe el apodo de "niño castor" por sus enormes dientes gracias a Stalyn. Ayudante de la contabilidad en la funeraria, y en raras ocasiones de la cafetería y de los negocios del Taita. Vive enamorado de Yulexi hasta que él y ella se casan, y tienen hijos. al final de la serie.
- Abdula:  Es un ciudadano de origen árabe que arrienda un local que es propiedad del Taita.  A veces tiene negocios con el Taita y Don Goliat, los cuales siempre terminan mal.  Él vive enamorado de Elvira, pero poco después se enamora de Mama Rosa, que al final le propone matrimonio, se casan y viven por el Medio Oriente en conflicto, el cual desaparece por motivos desconocidos.

## Elenco

### Reparto principal
- Efraín Ruales - Eduardo Bayas / El Taita[7][3][2]
- Carolina Piechestein - Débora "Deby" Narváez de Bayas[7][3][6]
- Claudia Camposano - Yulexi Betsabé Moreira Zambrano / Rusa María "La Secre"
- Christian Maquilón - Stalyn Peñaloza[8][9]
- Vicente Romero - Goliat Muñoz / Doña Altagracia[7][3]
- Tania Salas - Elvira Aguirre[7][3]
- Raúl Santana - Patricio "Michico" (temporada 2)
- Martín Calle - Feolipe / Abdula (temporada 2)
- Miriam Murillo - Mamá Rosa (invitada temporada 1; principal temporada 2)

### Reparto recurrente e invitados especiales
- Prisca Bustamante - Doña Débora de Narváez
- Mimo Cava - Benigno "Don Beny" (temporada 1)
- José Andrés Caballero - Ronaldo Rosa (temporada 1)
- Úrsula Strenge - Viuda del político / ella misma
- María Teresa Guerrero - Ella misma
- Diego Spotorno - Él mismo
- Fabricio Ferreti - Él mismo
- Andrea Rendón - Ella misma
- Giovanna Andrade - Rebeca
- Paola Farías - Viuda / Ella misma
- Fernando Villarroel - Él mismo
- Héctor Garzón - Esteban Ido / El payaso Carlos Mata (Tío de Yulexi) (temporada 1) / La Abuela Petra (temporada 2)
- Carlos Piechestein - el papá de Deby

## Producción
La dirección general de la serie estuvo a cargo de Catrina Tala y la dirección artística de Marcos Espín. Los guiones fueron realizados por Jorge Luis Pérez, Eddie González, Andrés Massuh y Titov Zavala en la primera temporada, mientras que en la segunda temporada los guiones estuvieron realizados por Eddie González, Alfredo Piguave y Titov Zavala. La producción estuvo a cargo de Javier Campuzano y Patricia Rivera.

## Premios y nominaciones

### Premios ITV

#### A la serie
| Año  | Categoría             | Resultado |
| ---- | --------------------- | --------- |
| 2015 | Mejor programa cómico | Nominado  |
| 2014 | Mejor programa cómico | Nominado  |
| 2013 | Mejor programa cómico | Nominado  |

#### A los actores
| Año  | Categoría           | Nominados         | Resultado |
| ---- | ------------------- | ----------------- | --------- |
| 2015 | Mejor actriz cómica | Claudia Camposano | Ganadora  |
| 2015 | Mejor actor cómico  | Efraín Ruales     | Nominado  |
| 2014 | Mejor actriz cómica | Claudia Camposano | Nominada  |
| 2014 | Mejor actor cómico  | Efraín Ruales     | Nominado  |
| 2013 | Mejor actriz cómica | Claudia Camposano | Nominada  |
| 2013 | Mejor actor cómico  | Efraín Ruales     | Nominado  |